# 33701 Gotthold
33701 Gotthold este o planetă minoră (asteroid), cu un diametru de 2,254 km, din centura de asteroizi. A fost descoperită pe 18 mai 1999 la Experimental Test Site⁠(d) de Lincoln Near-Earth Asteroid Research. 
Obiectul prezintă o orbită caracterizată de o semiaxă mare de 2,2817192 UAi, o excentricitate de 0,15, o înclinație de 5,13374 ° în raport cu ecliptica.